# Albert Hauck
Albert Heinrich Friedrich Stephan Ernst Louis Hauck (Wassertrüdingen, 1845 – Lipsia, 1918) è stato uno storico tedesco.
Docente a Lipsia dal 1889, scrisse la monumentale Storia della Chiesa in Germania, pubblicata in 5 volumi dal 1887 al 1920.